# 龙湖区
23°22′29″N 116°42′43″E / 23.37472°N 116.71194°E
龙湖区是中国广东省汕头市的一个市辖区，位于广东省的东南部。龙湖区是汕头经济特区的发祥地，是广东省著名侨乡，區政府駐龍湖北路1號。

## 行政区划
龙湖区下辖10个街道办事处：
金霞街道、珠池街道、新津街道、鸥汀街道、龙华街道、外砂街道、龙祥街道、新溪街道、新海街道和龙腾街道。

## 人口
根據第七次全国人口普查數據，截至2020年11月1日零時，龍湖區常住人口為630749人。 龍湖區散居少數民族有回、滿、蒙古等17個族別，常住少數民族人口近1000人，大多數是從少數民族地區到本地區工作和因婚姻關係遷入。

## 交通

### 公路
- 沈海高速公路， 汕昆高速公路， 206国道， 228国道， 324国道， 232省道

### 鐵路
- 廣梅汕鐵路、梅汕鐵路、廈深鐵路：汕頭站

## 风景名胜
- 妈屿岛
- 证果寺